# 深層民主主義
深層民主主義（しんそうみんしゅしゅぎ、英語: Deep Democracy（ディープデモクラシー））とは、意思決定の為の、心理-社会-政治的パラダイムと方法論である。深層民主主義という用語は、文献上ではアーノルド・ミンデル Leader as Martial Artist（Mindell, 1992）で最初に見られる。
深層民主主義が深く表出するときは、他の個人や組織に対する開かれた態度としてだけでなく、わだかまりのある状況や、通常の公共の場でのやり取りでは尊重されにくい、感情や個人的な体験を十分に大切するという形でも、実現される。（Mindell, 1992）